# Duguetia surinamensis
Duguetia surinamensis é uma espécie de magnólia. Foi descrito pela primeira vez por Robert Elias Fries. Duguetia surinamensis pertence ao gênero Duguetia, e à família Annonaceae.
Este tipo de planta pode ser encontrado em:
- Guiana